# Один язык (рассказ)
«Один язык» ― рассказ русского советского писателя Михаила Александровича Шолохова, написанный в 1927 году.

## История публикации
Рассказ «Один язык» впервые опубликован в газете «Комсомольская правда» 24 мая 1927 года, № 115. Рассказ был включён в сборник «Лазоревая степь» в августе 1926 года. Подпись: «М. Шолохов, Ростов-на-Дону». Перепечатан в «Литературной газете», 1957, 13 июля, № 84 и в сборнике «Счастье трудных дорог», «Молодая гвардия», М. 1958.
В.В. Васильев предположил, что рассказ «Один язык» написан или в марте ― мае 1927 года, или Шолохов воспользовался обсуждением английской ноты в это время в трудовых коллективах страны как поводом для публикации более ранней «заготовки».

## Сюжет
Сюжет произведения определяет рассказ казака-фронтовика о братании русских с австрийцами в Карпатах осенью 1916 года на районном съезде Советов, где обсуждается нота министра иностранных дел Остина Чемберлена от 23 февраля 1927 года.
Рассказ посвящён теме, очень важной	для	воюющих	людей, ― теме человеческого	братства, единения не только внутри	казачества,	но и с австрийцами,	с	которыми воюют. Солдаты устали от войны и в перерывах между боями разговаривают	с австрийскими солдатами. Заканчивается	рассказ	словами	одного из солдат:
Думаю: вот бы собраться, по‐доброму погутарить. Нет возможностев! Разделили народ проволокой, как скотину, а ить австрийцы такие же, как и мы. Всех нас от земли отняли… Должон у нас ить один язык быть.

## Персонажи
- Майданников ― главный герой рассказа, председатель Совета хутора Песчаного; рассказывает в перерыве заседания районного съезда Советов о первой мировой войне и братании с австрийцами.

- Молодой казак в будёновке ― безымянный персонаж, собеседник Майданникова.

- Секретарь окружкома партии ― безымянный персонаж, зачитывает на заседании районного съезда Советов ноту Чемберлена.